# ويليام إدواردز (لاعب كريكت بريطاني)
ويليام إدواردز (12 أكتوبر 1938 - ) (بالإنجليزية: William Edwards)‏ هو لاعب كريكت بريطاني.